# القواعد النورانية
القواعد النورانية كتاب في قواعد الفقه من تأليف ابن تيمية، ذكر فيه بعض القواعد الفقهية ورتبها ترتيبًا فقهيًا، قُسِّمَ الكتاب إلى عدة فصول كل فصل يختص بموضوع فقهي معين.